# Marc de Clarq
Marc de Clarq, bürgerlicher Name Markus Siewert (* 1967 in Suhl) ist ein deutscher Musiker.
Er begann seine musikalische Karriere im Knabenchor der Suhler Philharmonie. Mit 16 Jahren schrieb er seine ersten eigenen Songs und erhielt eine fundierte Gesangsausbildung. 1985 gewann er beim Nachwuchsfestival Goldener Rathausmann (Festival) in Dresden als jüngster Teilnehmer den zweiten Platz (Förderpreis der Generaldirektion beim Komitee für Unterhaltungskunst) für die Interpretation eigener Songs. Dafür hatten sich besonders Gisela Steineckert, die Präsidentin des Komitees und Frank Schöbel starkgemacht. Gisela Steineckert überreichte den Preis bei der Abschlussgala persönlich.
In Berlin nahm Marc de Clarq dann ein externes Gesangsstudium an der Hochschule für Musik Hanns Eisler auf und erhielt Unterricht an der Hochschule für Schauspielkunst „Ernst Busch“ Berlin. Arnold Fritzsch Kreis (Band) wurde sein erster Produzent. Das Jugendfernsehen der DDR (später Elf 99) produzierte zwei Videoclips, Lady Snob und Ich hab noch nie, die vom Produktionsaufwand westlichen Musikvideos kaum nachstanden. Ich hab noch nie wurde nach der ersten Ausstrahlung verboten und Lady Snob wird noch heute gesendet, wenn es um die Musik der 1980er Jahre in der DDR geht (Ich will Spaß... NDR) Von 1987 bis 1989 war er Sänger des Pop-Projektes Speed und fand mit Songs, wie Sunshine on the Rocks und Nightfire den Einzug in die Radiohitparaden der DDR. Auftritte im DDR-Fernsehen waren von nun an nicht selten.
Trotz des obengenannten Erfolgs begann sein Unmut gegen die DDR, gegen das System, gegen die willkürliche Kulturpolitik des Landes und gegen die Unterdrückung der Meinungsfreiheit zu wachsen. Darauf folgte 1988 der Antrag auf Ausbürgerung, dem am Vorabend des Mauerfalls am 9. November 1989 stattgegeben wird. Über seine Zeit und Erfahrungen als Künstler in der DDR schreibt er später das Buch IM Techno.
In West-Berlin kommt es zur Zusammenarbeit mit dem Plattenlabel Hansa Records, zu ersten Veröffentlichungen allerdings erst 1994 bei DIVISION Rec. Mit dem Projekt DJ MO vs. Marc de Clarq (Low Spirit/Sony BMG) gelingen ihm erste Platzierungen in Club- und Dancecharts. Auch auf dem Label Vandit Records (Paul van Dyk) gelingt ihm mit dem Projekt M.M.d.C. der Einzug in die Deutschen Dancecharts (sechs Wochen Top 20). Auch als Liveact steht er mit DJs wie Marusha, Westbam oder Paul van Dyk auf einer Bühne.
In dem Buch Berlin Technology von Nico Mesterharm wird Marc de Clarq als ein „Mann der ersten Stunde“ in der Berliner Techno- und Musikszene der 1990er Jahre beschrieben.
Seit 2006 arbeitet Marc de Clarq vorwiegend als Produzent im Pop-Bereich für den Nachwuchs. Mit Arne Northern gründet er 2007 das Label Sample Temple Records. Er schreibt u. a. auch Trailer-Musiken für das Fernsehen (z. B. Pro7-Sat.1) (Bsp. Superzoom oder Punktlandung).
Unter seinem bürgerlichen Namen Markus Siewert veröffentlichte er zwei Bücher (IM Techno und Die Reise nach Quantox). Das Buch IM Techno erhielt von der Freien Universität Berlin das Prädikat „geschichtspolitisch wertvoll“, Studienarbeiten werden darüber geschrieben und Marc de Clarq wird mehrfach als Zeitzeuge über seine Erlebnisse als Musiker in der DDR interviewt.

## Diskographie (Auszüge)
- Markus Lady Snob (Prod. Fernsehen der DDR 1985)
- Markus Ich hab noch nie (Prod. Fernsehen der DDR 1986)
- Speed Sunshine on the Rocks (Prod. Rundfunk der DDR 1987) Platzierung Tipdisco 2. Platz
- Speed Nightfire (Prod. Rundfunk der DDR / Fernsehen der DDR 1988) Platzierung Stop Rock 7. Platz
- Speed Adel im Haar (Prod. Rundfunk der DDR / Fernsehen der DDR 1989)
- Marc de Clarq A lovely Season of Vivaldi (D'Vision 1994)
- Marc de Clarq Nation in Love / Love in Amazonia (D'Vision 1994)
- DJ MO vs. Marc de Clarq Electric (Nextfire/BMG 1997)
- DJ MO vs. Marc de Clarq Lunatic Child (Nextfire/BMG 1998) Platzierung: Deutsche Dancecharts
- DJ MO vs. Marc de Clarq Eternity (Nextfire/BMG 1998) Platzierung: Deutsche Dancecharts
- DJ MO vs. Marc de Clarq Suicide Rhythm (Nextfire/BMG 2000)
- DJ MO vs. Marc de Clarq Shake the Bells (Nextfire/BMG 2001)
- Marc de Clarq I'm waiting for my Alien (Nextfire/BMG 2003) Platzierung: Clubcharts
- Marc de Clarq Is it Time (Nextfire/BMG 2003) Platzierung: Clubcharts
- Marc de Clarq Midnightsun (Nextfire/BMG 2004) Platzierung: Clubcharts
- M.M.d.C. No more Rain (VANDIT 2004) Platzierung: Deutsche Dancecharts
- Marc de Clarq Whispering – Album (Sample-Temple-Records 2007)